# Валентин Русанцов
Митрополит Валенти́н (у світі Анатолій Петрович Русанцов; 3 березня 1939, Бєлорєченськ, Краснодарський край — 16 січня 2012, Москва) — першоієрарх, предстоятель та митрополит.
У 1995 був заборонений Синодом РПЦЗ; став головою Російської православної свободної церкви. 19 лютого 1997 року Архієрейським собором Російською православною церквою був позбавлений сана. 15 березня 2001 року рішенням Архієрейського синоду РПАЦ зведений в сан митрополита, признаний першоієрархом Російської православної автономної церкви.
Автор статей, книжок по історії Суздаля, архітектури.

## Життєпис
Батько помер від фронтових ран, мати тяжко захворіла, через що у юному віці був переданий до дитячого будинку. В 1947 році його взяла на виховання прихожанка Катакомбної церкви Катерина Буряк, що мешкала в Майкопі.
З 1 грудня 1952 по 1 грудня 1953 року виконував обов'язки надштатного паламаря у Мтацміндській церкві святого Давида у Тбілісі, звідки перейшов на громадянську роботу.
У 1956 році він повертається до Бєлорєченську, а 3 червня їде в Україні в Одеський Успенського чоловічого монастиря (РПЦ), де познайомився з митрополитом Нестором (Анісімовим).

### Служіння московському патріархату
25 жовтня 1956 року разом з митрополитом Нестором молодий послушник переїхав до Новосибірської єпархії, де був призначений паламарем до Свято-Нікольської церкви села Великий Улуй, Ачинського району, Красноярського краю.
26 квітня 1957 року в Світлий понеділок митрополит Нестор здійснив над ним хіротесію в іподиякона і на прохання самого Анатолія направив його до Свято-Духова монастиря у Вільнюсі, в який був зачислений 11 червня 1957 року. 24 вересня був пострижений в рясофор.
4 червня 1958 року був звільнений із Свято-Духова монастиря, і пізніше пострижений в чернецтво з іменем Валентин. У тому ж році прийнятий в клір Ставропольської єпархії і 26 жовтня у Хрестовій церкві рукопокладений в ієродиякона, а 3 вересня 1961 — в ієромонаха з призначенням священиком до міста Кизляр.
28 червня 1962 року був призначений настоятелем махачкалінської Успенської церкви і благочинним приходів на території Дагестана.
У 1963 у зв'язку з відкриттям заочного сектора поступив у перший клас Московської духовної семінарії.
Подальше його служіння проходило в Смоленській єпархії, де 13 жовтня 1968 року в Успенському катедральному соборі Смоленська був зведений в ігумена з покладенням палиці і призначенням настоятелем собору. Пізніше знову служив спочатку у Ставропольській і Володимирській єпархіях.
У 1970 році отримав диплом про закінчення історичного факультету Дагестанського університету.
У 1973 заочно закінчив Московську духовну семінарію.
1973 року заведена перша карна справа за гомосексуальність, був переведений до Суздалі на посаду настоятеля Казанського храму.
У 1977 році під тиском влади змушений був покинути храм і переїхати до Царекостянтинівської церкви, протягом півроку репутація була відновлена перед мирянами.
4 квітня 1977 року голові Ради зі справ релігій уповноваженим Ради по Горьківській області Юровим був направлений лист: «У зв'язку зі смертю управителя Горьківської єпархії архієпископа Флавіана (Дмитрюка Ф. І.) прошу вас розглянути питання про призначення управителем єпархією настоятеля церкви міста Суздаля Володимирської області архімандрита Валентина (Русанцова Анатолія Петровича, 1938 р.н.)».
1979 року закінчив Московську духовну академію.
У 1987–1988 роках фігурував по справі № 0543 про педофілів, та справа була закрита. Однак саме через це архієпископ Валентин (Міщук) у 1988 році намагався перевести його до міста Покров.
Священний синод РПЦ на засіданні 25–26 січня 1990 року обговорював ситуацію що склалася в Царекостянтинівському приході міста Суздаля Володимирської єпархії у зв'язку з переміщенням настоятеля цього приходу архімандрита Валентина Русанцова. Синод постановив: «1. Через неможливість прийняти остаточно рішення через відсутність архімандрита Валентина Русанцова, щось судити про нього до його одужання. 2. До завершення рішення Синоду призупинити дію указів Преосвященного архієпископа Валентина від 7 грудня 1989 і від 18 січня 1990 року без представлення архімандриту Валентину права служіння в даному приході». На засіданні 19–20 лютого 1990 року Синод РПЦ слухав «прохання вірян Володимиро-Суздальської єпархії від 10 лютого 1990 (1327 підписів) на захист архієпископа Володимирського та Суздальського Валентина; прохання членів виконавчого органу Царекостянтинівського храму м. Суздаль від 27 січня 1990 на захист Валентина Русанцова» та інші документи; вирішення питання знову було відкладене через те що Русанцов знаходився «на стаціонарному лікуванні».

### В РПЦЗ
7 квітня 1990 року архімандрит Валентин і члени суздальської общини офіційно оголосили про вихід із Московського патріархату; 11 квітня вони були прийняті в юрисдикцію Російської православної церкви закордоном. 4 жовтня архімандрит Валентин був призначений екзархом Архієрейського Синоду РПЦЗ на території СССР.
10 лютого 1991 року в храмі преподобного Іова Багатостраждального у Брюселі відбулася хіротонія архімандрита в єпископа Суздальського та Володимирського.
21 жовтня 1991 року визначенням Архієрейського Собору РПЦЗ призначений правлячим архієреєм з титулом «Суздальський та Володимирський» та управляючим справами Російської православної вільної церкви, з правом організації та прийому приходів на території РФ.
24 жовтня 1991 — обраний членом Архієрейського Синоду РПЦЗ.
Протестував проти контактів єпископа Варнави з монархічною організацією «Пам'ять»; у результаті послідував конфлікт з Архієрейським Синодом РПЦЗ.
У липні 1993 року був призначений на покій.
У березні 1994 року створив Вище церковне управління Російської православної церкви.
Взимку 1994 року відбулося тимчасове примирення з РПЦЗ на Соборі Лесненського монастиря. Перемир'я тривало недовго, у лютому 1995 року на Русанцова було накладене дисциплінарне покарання — «прещення». У зв'язку з цим у червні 1995 він відновлює Тимчасове Вище церковне управління Російської церкви під керівництвом архієпископа Лазаря Журбенка. Також було прийняте рішення про припинення адміністративного та канонічного підпорядкування Архієрейському Синоду РПЦЗ.

### РПАЦ
5 вересня 1996 року Архієрейський Собор РПЦЗ визначив «підтвердив заборону Єпископа Валентина, колишнього Суздальського і Володимирського, яке було прийняте на засіданні Архієрейського Синоду РПЦЗ від 9/22 лютого 1995 р.». 10 вересня 1996 рішенням Архієрейського собору РПЦЗ єпископ Валентин був позбавлений сану.
19 лютого 1997 року Архієрейським Собором РПЦ був позбавлений сану, разом з архімандритом Андріаном Стариною та ігуменом Іосафом Шибаєвим.
У 2000, рішенням Архієрейського Синоду РПАЦ архієпископу Валентину присвоєний титул митрополита з правом носіння двох панагій, а також визнанням його Першоієрархом РПЦ.
У квітні 2004 року в штаті Колорадо у кардіологічному центрі переніс операцію по аортокоронарному шунтуванню.
Увечері 13 жовтня 2005 року був побитий невідомими, що проникли до Синодального будинку РПАЦ в Суздалі. У результаті побоїв отримав травми голови. 27 жовтня того ж року полетів до Швейцарії на лікування.. 15 грудня повернувся до Москви.
6 лютого 2006 року переніс операцію з приводу некрозу кісток стопи, що розвився на фоні цукрового діабету. Йому ампутували великий палець на лівій нозі з частиною кістки стопи.

## Судові процеси
29 травня 2001 року колишній клірик РПАЦ Андрій Осєтров із групою своїх послідовників підготував відеофільм, що складався із висловлювань різних кліриків РПЦ та мирян Суздаля на адресу Валентина Русанцова, які протоієрей підсилював коментарями, коментуючи стосунки Валентина Русанцова з неповнолітніми. Фільм був переданий у місцеве управління ФСБ, Володимирське єпархіальне управління РПЦ та меру Суздаля..
29 травня 2001 року проти митрополита Валентина заведена карна справа. Йому інкримінувалося звинувачення за ст. 132 УК (насильницькі дії сексуального характеру), 133 (схиляння до дій сексуального характеру) та 151 (залучення неповнолітніх до здійснення антигромадських дій). 7 лютого 2002 року Суздальський районний суд відкрив слухання за його справою.
На суді митрополит Валентин заявив про свою невинність і стверджував, що справа проти нього сфабрикована і про намір оскаржити вирок.
На суді частина звинувачень не була підтверджена. Зрештою, звинувачення по ст. 151 з митрополита Валентина було знято, і 23 серпня його засудили до 4 років і 3 місяців позбавлення волі умовно.
3 березня 2004 року Суздальський районний суд виніс наступну постанову: «Скасувати умовне звинувачення Русанцова А. П. (Митрополита Валентина), призначене вироком Суздальського районного суду від 23 серпня 2002 року, і зняти з засудженого Русанцова А. П. судимість»..
У 2006 Росмайно пред'явило претензії до «Суздальської єпархії»; що винесені у лютому 2009 судові рішення по усіх суздальських храмах, що були предметом позову територіального управління Росмайна по Володимирській області, були не на користь РПАЦ; апеляції останньої були відхилені.
5 листопада 2009 року була розглянута адміністративна справа про «самоуправство» заведена 15 жовтня проти Валентина Русанцова за звинуваченням у порушенні статті 19 п. 1 КоАП РФ. Володимирське Теруправління вбачало в його діях зазіхання на архітектурну цілісність храмового комплексу. Суддя виніс рішення не накладати на звинуваченого штрафних санкцій. Йому було винесене попередження.

## Смерть
15 січня 2012 року прибув до Москви, де планував пройти чергове обстеження з приводу цукрового діабету, на який страждав більше 20 років. Вранці 16 січня йому стало погано і попрохав протодиякона розігріти машину, щоб поїхати на госпіталізацію, коли протодиякон повернувся до квартири, митрополит був вже мертвий.
Увечері 17 січня труну з тілом Валентина було доставлено в храм Царя-мученика Миколи і всіх новомучеників російських на Головінський цвинтар у Москві, а 18 січня після літургії тіло перевезене в місто Суздаль, де розміщене для прощання віруючих в Іверському синодальному храмі.
22 січня після літургії Митрополит Валентин був похований, згідно бажання покійного, у південної стіни храму новомучеників і сповідників російських (у нижньому храмі, освяченому на честь святох мучениці Тетяни) у новому мікрорайоні Суздаля.

## Нагороди
- Хрест святих Ліванських гір
- Зірка святих Ліванських гір
- Хрест святого рівноапостольного Костянтина 312 на червоній стрічці
- Орден «Партизан» 2-го ступеню
- Медаль «50 років відновлення патріаршества»
- Пам'ятна мела от Єрусалимського патріархату
- Орден Знамення Божої Матері (Кіпр)
- Орден святих апостолів Петра і Павла
- Орден «Партизан»
- Ігумен + палиця (1968)
- Хрест з прикрасами (1969)
- Грамота патріаршого місцеблюстителя митрополита Пимена Ізвєкова (1970)
- Архімандрита (1973)
- Орден святого рівноапостольного князя Володимира ІІІ ступеня
- Орден преподобного Сергія Радонезького ІІІ ступеню (1981)
- Орден преподобного Сергія Радонезького II ступеню (1982)